# Château du Vieux Bagneux
Ne doit pas être confondu avec Château de Bagneux (Bournan).
Le château du Vieux Bagneux est un château situé à Saumur, en France.

## Localisation
Le château est situé dans le département français de Maine-et-Loire, dans la commune de Saumur.

## Description
Le château du Vieux Bagneux est composé d'un ensemble de bâtiments des XVe et XIXe siècles. On y trouve également les vestiges d’une ancienne forteresse datant du XIIIe siècle et une partie des murs d’enceinte, arasés vers le sud lorsqu’ils n’eurent plus de fonction défensive.
Le parc du château, avec des arbres datant du XIXe siècle, est classé Site Naturel depuis 1966.

## Historique
Les façades et toitures de l'ensemble des bâtiments anciens (y compris l'orangerie, la fuie et le mur de clôture au sud et à l'ouest) sont inscrit au titre des monuments historiques en 1970.